# 张段固镇
张段固镇，是中华人民共和国河北省石家庄市无极县下辖的一个乡镇级行政单位。皮革加工业为该镇的支柱产业，其中以齐洽村的工业规模最大。

## 行政区划
张段固镇下辖以下地区：
张段固村、北丰村、市庄村、田庄村、王吕村、吕吕村、齐洽村、东南丰村、西南丰村、贾家庄村、司家庄村、西两河村、东两河村、东辛庄村、西辛庄村、耿家庄村、郭吕村、南汪村、东验村、西验村和苌家庄村。